# Chiba Kōgyō Daigaku

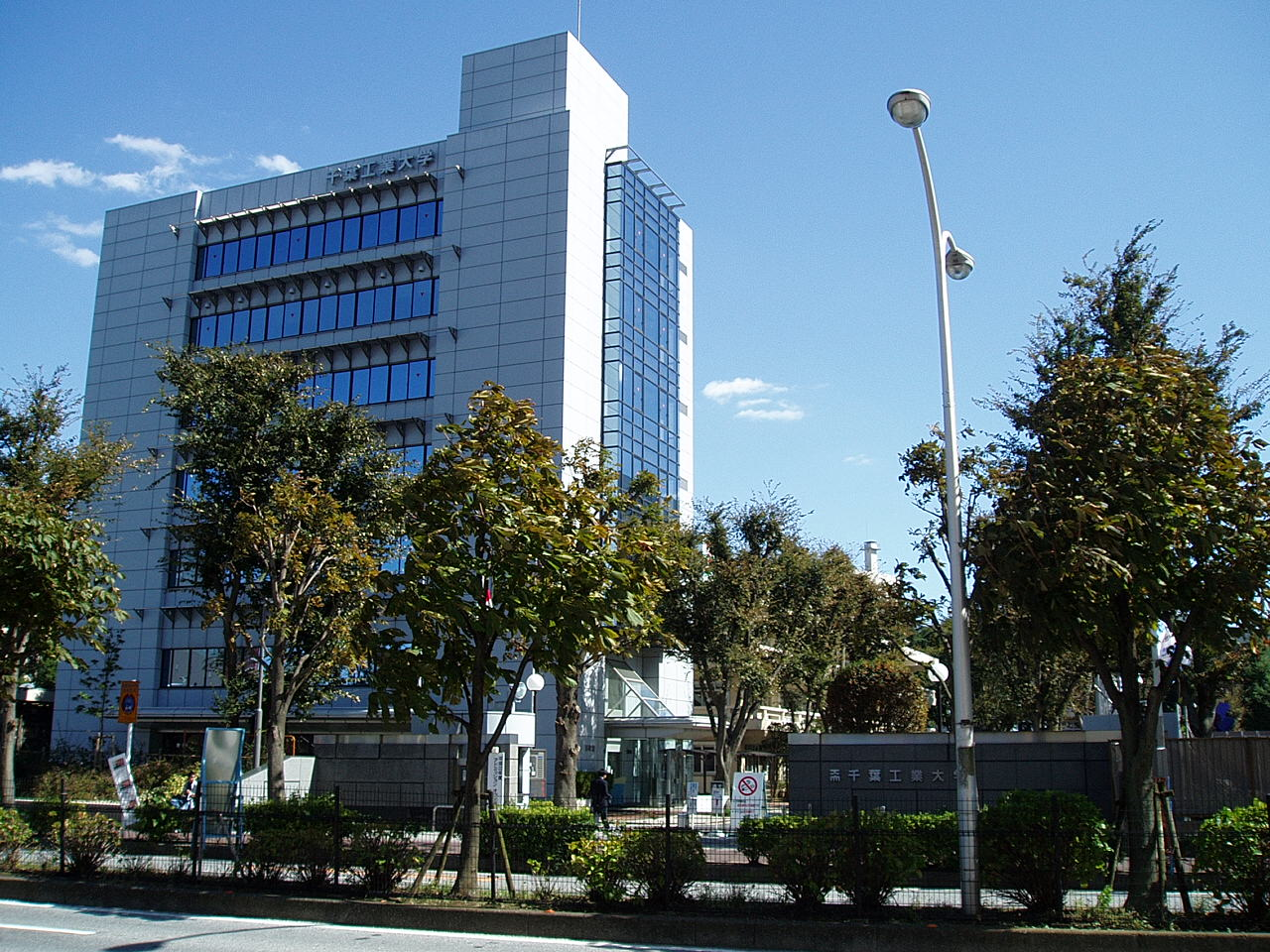
Tsudanuma-Campus (2009)

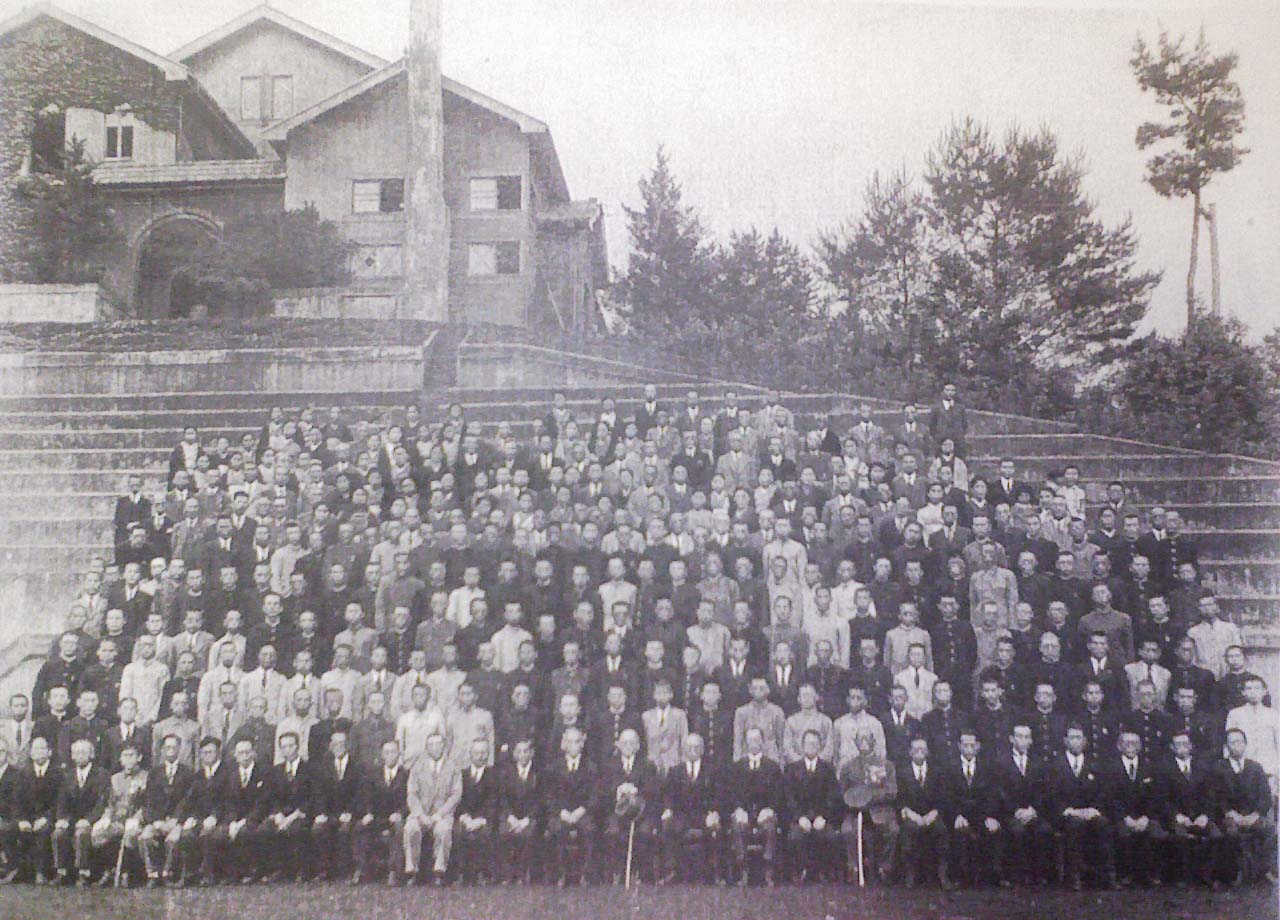
Die Professoren und Studenten der Technischen Hochschule Kōa am 8. Juni 1942

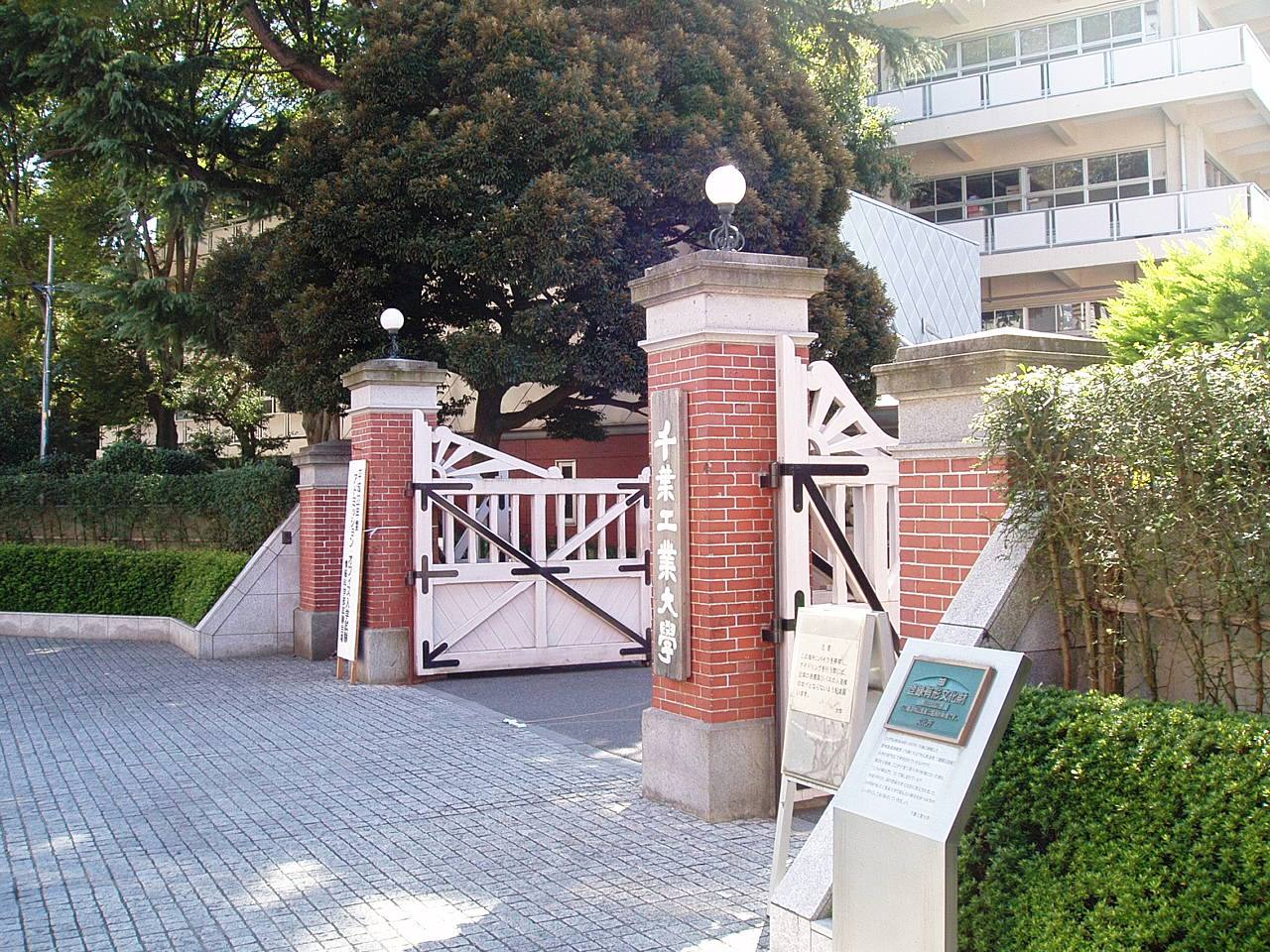
Das Hintertor vom Tsudanuma-Campus (ehemaliges Haupttor der Militärbasis, erbaut um 1910)

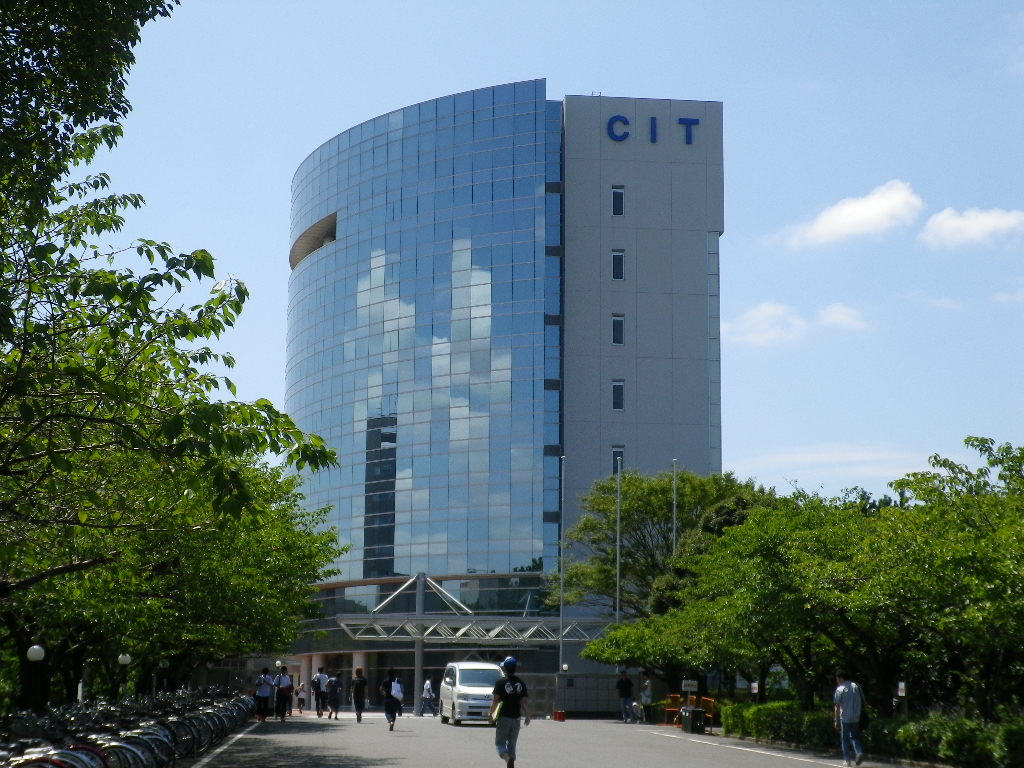
Narashino-Campus (2011)

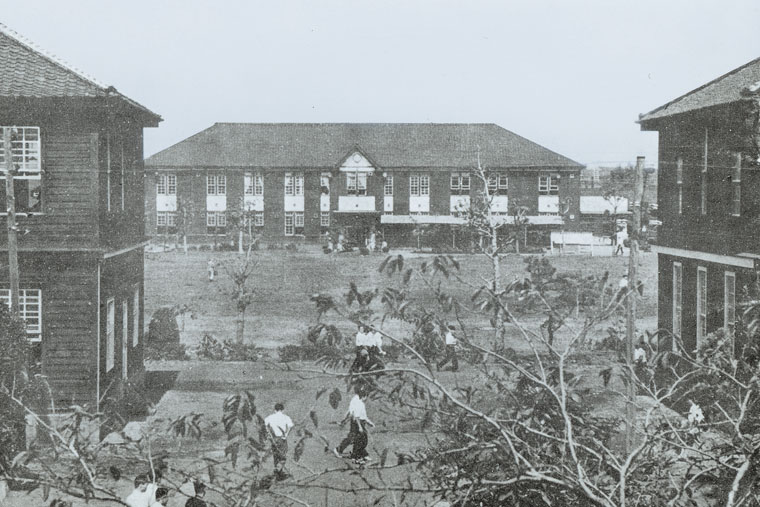
Tsudanuma-Campus in den 1950er Jahren

Die Chiba Kōgyō Daigaku (jap. 千葉工業大学, dt. Technische Hochschule Chiba, engl. Chiba Institute of Technology, kurz: Chibakōdai (千葉工大), Kōdai (工大), CIT oder Chibatech) ist eine private technische Hochschule in Japan. Der Hauptcampus liegt im Stadtteil Tsudanuma von Narashino in der Präfektur Chiba. Diese Universität ist die älteste der bestehenden privaten technischen Hochschulen in Japan.

## Geschichte
Sie wurde am 15. Mai 1942 unter dem Namen Technische Hochschule Kōa (興亜工業大學, Kōa Kōgyō Daigaku; der Name Kōa bedeutet etwa „Entwicklung von Asien“) in Machida gegründet. Der Hauptgründer war Kuniyoshi Obara (1887–1977), der schon 1929 die Tamagawa-Schule (玉川学園, Tamagawa gakuen) gründete, um ganzheitliche Erziehung der Kinder zu machen. Die technische Hochschule war zuerst ein Teil der Tamagawa-Schule; 1944 zog sie aber von der Tamagawa. Im Jahr 1946 zog sie nach Präfektur Chiba um und benannt sich in Chiba Kōgyō Daigaku um; sie wurde dann von der Tamagawa-Schule gesetzlich unabhängig.
Seit 1950 befindet die Hochschule sich im Tsudanuma-Campus, der ehemaligen Militärbasis der japanischen Eisenbahntruppen. Ihr Haupttor (gebaut um 1910) überdauert bis heute als Hintertor des Campus.

### Universitätsgründer
Maine
- Higashikuni Naruhiko – Initiator
- Osami Nagano – Initiator
- Kuniyoshi Obara – Initiator (Rektor der Tamagawa-Schule)
- Minoru Tōgō – der erste Präsident der Hochschulstiftung
- Shigenao Konishi – der erste Präsident der Hochschule (ehemaliger Präsident der Universität Kyōto)
- Kōtarō Honda – Berater (ehemaliger Präsident der Tōhoku-Universität)
- Yagi Hidetsugu – Berater (Präsident der Technischen Hochschule Tokio)
- Nobuteru Mori – Berater (Unternehmer; 1884–1941)
- Satoru Mori – Berater (Nobuterus Sohn; der zweite Präsident der Hochschulstiftung)
- Yuzuru Hiraga – Berater (Präsident der Universität Tokio)

Andere Teilnehmer
- Saneatsu Mushanokōji – Berater
- Shunpei Honma – Berater
- Tokutomi Sohō – Berater
- Nishida Kitarō – Berater

## Fakultäten
- Fakultät für Ingenieurwissenschaften
- Fakultät für Informatik
- Fakultät für Sozial- und Systemwissenschaften (jap. 社会システム科学部, engl. Faculty of Social Systems Science)

Die Verwaltungen der Fakultäten liegen im Tsudanuma-Hauptcampus. Die Kurse für die Studenten in den 1.–2. Jahrgangsstufen liegen meist im Shibazono-Campus (in Shibazono, Narashino, Präfektur Chiba. 35° 39′ 41,6″ N, 140° 0′ 50,5″ O).

## Partnerhochschulen
Europa
Schweden
Königlich Technische Hochschule Stockholm
Frankreich
Technische Universität Compiègne
Polen
Technische Universität Warschau
Vereinigtes Königreich
King’s College London
Nordamerika
Vereinigte Staaten
University of Missouri-Rolla
Tennessee Technological University
The University of Alabama in Huntsville
The Pennsylvania State University
University of Colorado at Boulder
Kanada
University of Toronto
The University of British Columbia
Asien
Volksrepublik China
Harbin Institute of Technology
Jilin-Universität
Technische Universität Peking
Japan
Universität Chiba
Singapur
Singapore Institute of Manufacturing Technology

## Andere
Die CIT dient als Modell der fiktiven Hochschulen in den japanischen Mangas wie folgt:
- Oh! My Goddess – als Nekomi Institute of Technology
- Digipara – als Keiyō Institute of Technology